# パイン・アップル・ラグ
『パイン・アップル・ラグ』（Pine Apple Rag）は、スコット・ジョプリンが1908年に作曲したピアノのためのラグタイム。『パイナップル・ラグ』と表記される場合もある。
ジョプリンの作品の中では比較的有名なものであり、日本ではシグマ（現・KeyHolder）のメダルゲーム機のBGMに使われており、1997年作の「エイリアンアクション」のメダル払い出しの時に流れる。また、2002年から2008年にかけて放送されたスズキ・アルトラパン（初代・HE21S型）のテレビコマーシャルでも使用された。